# Бивио Бречарола (Кјети)
Бивио Бречарола (итал. Bivio Brecciarola) је насеље у Италији у округу Кјети, региону Абруцо.
Према процени из 2011. у насељу је живело 463 становника. Насеље се налази на надморској висини од 40 м.